# Заручевье-2
Заручевье-2 — деревня в Пестовском муниципальном районе Новгородской области. Входит в состав Богословского сельского поселения. Население деревни в 2009 году — 2 человека, согласно всероссийской переписи населения 2010 года — постоянного населения не имеет.
Площадь территории деревни — 5,6 га. Заручевье-2 находится в 1 км к северу от деревни Креницы и 6 км к северо-западу от деревни Беззубцево.

## История
В списке населённых мест Устюженского уезда Новгородской губернии за 1909 год деревня Заручевье II (Малое Заручевье) указана как относящаяся к Кирво-Климовской волости (2-го стана, 2-го земельного участка). Население деревни Заручевье II (Малое Заручевье), что была тогда на земле Креницкого сельского общества — 41 житель: мужчин — 24, женщин — 17, число жилых строений — 12; в деревне был хлебозапасный магазин. Затем с 10 июня 1918 года до 31 июля 1927 года в составе Устюженского уезда Череповецкой губернии, затем в составе Креницкого сельсовета Пестовского района Череповецкого округа Ленинградской области, в ноябре 1928 года в результате укрупнения Креницкий сельсовет с прежним центром в Креницах был присоединён к Беззубцевскому сельсовету с центром в деревне Беззубцево. По постановлению ЦИК и СНК СССР от 23 июля 1930 года Череповецкий округ был упразднён, а район перешёл в прямое подчинение Леноблисполкому. По Указу Президиума Верховного Совета СССР от 5 июля 1944 года Пестовский район был передан из Ленинградской области во вновь образованную Новгородскую область.
По результатам муниципальной реформы, с 2005 года деревня Заручевье-2 Абросовского сельсовета (Абросовской сельской администрации) входит в состав муниципального образования — Богословское сельское поселение Пестовского муниципального района (местное самоуправление), по административно-территориальному устройству подчинена администрации Богословского сельского поселения Пестовского района. Богословское сельское поселение с административным центром в деревне Богослово было создано путём объединения территории трёх сельских администраций: Богословской, Абросовской, Брякуновской.